# Didectoprocnemis
Didectoprocnemis cirtensis és una espècie d'aranya araneomorfa de la subfamilia Erigoninae, dins de la família Linyphiidae.
És l'únic membre del gènere monotípicDidectoprocnemis.
Fou descrit per primera vegada per J. Denis l'any 1950,

## Distribució
Es pot trobar a França, a la península ibèrica, Grècia i el Magreb.